# 凯撒之国：世界大战的遗产
《凯撒之国：世界大战的遗产》，通稱Kaiserreich，簡稱KR，是一款大战略游戏《钢铁雄心IV》的架空历史游戏模组。其世界觀背景設定於同盟國贏得第一次世界大战的平行時空。在這個虛構世界中，雖然第二次世界大战依然爆發，但各國的疆域與政治格局與現實大相逕庭，多個國家不可避免地捲入内战與革命，甚至共产主义與法西斯主义的定義也與現實有所不同。
在KR中，玩家的玩法與《鋼鐵雄心IV》原版相似，需操控一個國家參與二戰。遊戲自1936年開局，隨著時間推進逐步走向人類歷史上規模最大的戰爭。除新增的大量遊戲內容外，該模組在核心玩法上與原版並無重大差異。自發布以來，KR便獲得遊戲媒體的廣泛好評，認為其背景設定不僅超越了原版，還為玩家提供了更多元的遊玩路線。此外，開發團隊亦基於該模組的世界觀製作了大量影片與周邊商品，其中包括許多以虛構歷史事件為題材的偽紀錄片，用以講述背景故事中的各種情節與發展。

## 游玩方式
作为大战略游戏《钢铁雄心IV》的一个架空历史模组， KR允许玩家在这个模组中可以操控一个国家，全面管理其政治、工业和外交关系，最终取得战争的胜利。玩家还可以选择不同的历史发展方向，也就是所谓的“国策树”。虽然KR并未对《钢铁雄心IV》的核心玩法机制进行重大修改， 但它大幅调整了游戏的背景设定，并添加了大量新的可玩内容。在游玩模组的过程中，玩家可以体验到一个与现实截然不同的平行世界，在其中展开新的战略与挑战。

## 背景设定
在KR这一架空历史时间线中，1910年代的大事都走向了反面，诸如同盟国于1917年赢得了第一次世界大战。中国军阀混战且清朝复辟成功，英国和法国而非俄国的社会主义革命成功，汪精卫和宋庆龄领导的国民党左派实行社会主义。从而导致世界的政治格局出现了巨大变化，几乎所有国家和地区都受到了影响。游戏开局后的几年内，一场虚构的第二次世界大战将会爆发，这场战争的起因与结果受到了模组背景故事和玩家行动的双重影响。游戏的故事和结果在不同的游戏过程中会有不同的变化，这些差异或大或小。
在KR的设定中，德意志帝国是世界的主要强权，在东欧拥有多个僕從國，并拥有德属中非、德属东亚两个大型殖民地，它们同属阵营“帝国公约”。另一个主要的同盟国奥匈帝国则成功地在德国势力范围外延续了下来。一战结束后，社会主义革命推翻了英国、法国和意大利的政府（其中意大利陷入了分裂，社会主义者在波河以南罗马以北的地区建立了政府），这些国家采纳工团主义作为其意识形态，并结成了KR世界中的“第三国际”，而原来的政府则流亡海外，这些流亡政府的阵营为原来的“协约国”。此外，战后多个国家经历了内部动荡，阿根廷、美国、西班牙等国相继爆发内战，多个殖民地和附属国也爆发了独立运动。
KR不仅修改了原版中的领土疆域和国际关系，还对钢铁雄心四原版的政治意识形态进行改动，加入了自定义的意识形态，这些意识形态将多个国家的理想融合为一体。KR的意识形态中并不包括传统的共产主义和法西斯主义，而是以一种全新的政治调色盘取而代之。例如，“极权主义”是一种类似于斯大林主义的意识形态，吸引了原本会被视为法西斯主义的历史人物；工团主义取代了原来的共产主义。

## 发布与更新
自2005年发布以来，KR已经在《钢铁雄心》系列的多个游戏中可供游玩，最早的版本基于《钢铁雄心II》制作。《钢铁雄心IV》的版本由KR4团队开发，并于2018年9月24日发布。自发布以来，开发者基于该模组的世界观，制作了不少影片和相关周边商品，这些伪纪录片主要基于游戏的背景故事。

## 媒体评价
KR受到了游戏玩家的高度评价，许多人认为其背景故事超越了原版游戏的设定。策略游戏博主Timothy Borsill写道，KR是一个“丰富、经过深入研究且精心打造的世界”，它既保持了写实感和代入感，又通过巧妙的设计将其“娱乐价值最大化”。他认为原版游戏基于现实中的二战背景，游戏的发展过程往往很容易预测且较为乏味，玩家的选择对冲突并不会产生重大影响，而KR这个模组很好地解决了这个问题。
Kotaku网站的博主Luke Plunkett也持类似观点，他认为《钢铁雄心 IV》的游戏结果非常有限，每局游戏并不会有太多变化，而KR模组则在每一次玩家行动时都开启了“无数个可能的瞬间”，确保每个可能的玩家选择都被考虑在内，从而增强了沉浸感。他表示KR是他最喜欢的游戏模组之一。PCGamesN的Joe Robinson则写道，这个模组就像一部“写得很好、节奏完美的战争电影，有流畅的开局、紧张的上升情节和爆炸性的高潮结局。”